# Liste der Kulturgüter in Chéserex
Die Liste der Kulturgüter in Chéserex enthält alle Objekte in der Gemeinde Chéserex im Kanton Waadt, die gemäss der Haager Konvention zum Schutz von Kulturgut bei bewaffneten Konflikten, dem Bundesgesetz vom 20. Juni 2014 über den Schutz der Kulturgüter bei bewaffneten Konflikten sowie der Verordnung vom 29. Oktober 2014 über den Schutz der Kulturgüter bei bewaffneten Konflikten unter Schutz stehen.
Objekte der Kategorien A und B sind vollständig in der Liste enthalten, Objekte der Kategorie C fehlen zurzeit (Stand: 1. Januar 2023).

## Kulturgüter
| Foto | | Objekt | Kat. | Typ | Standort                                        | Beschreibung |
| ---- | --- | --- | ---- | --- | ----------------------------------------------- | ------------ |
| ja   | Datei hochladen · Wikidata zu Kirche der ehemaligen Abtei Bonmont (Q3585456)                                                           | Kirche der ehemaligen Abtei Bonmont / Église de l’ancienne abbaye de Bonmont KGS-Nr.: 05993 | A    | G   | Bonmont, Route de Bonmont 31–39 500838 / 139873 |              |
| BW   | Datei hochladen · Wikidata zu Schloss mit Herrenhaus, drei Bauernhäusern, Springbrunnen und Park (ehemalige Abtei Bonmont) (Q29890667) | Schloss mit Herrenhaus, drei Bauernhäusern, Springbrunnen und Park (ehemalige Abtei Bonmont) / Château avec maison de maître, trois maisons paysannes, fontaines et parc (ancienne abbaye de Bonmont) KGS-Nr.: 14586 | B    | G   | Route de Bonmont 31 500782 / 139838             |              |